# 金州锦鸡儿
金州锦鸡儿（学名：Caragana litwinowii）为豆科锦鸡儿属下的一个种。

## 扩展阅读
- 維基物種上的相關：金州锦鸡儿